# Micromacronus
Micromacronus is een geslacht van zangvogels uit de familie Cisticolidae. De boszangertimalia's zijn endemische zangvogelsoorten die alleen voorkomen in de Filipijnen.

## Soorten
Het geslacht kent de volgende soorten:
- Micromacronus leytensis – Leyteboszangertimalia
- Micromacronus sordidus – Mindanaoboszangertimalia